# Ornithogalum gorenflotii
Ornithogalum gorenflotii là một loài thực vật có hoa trong họ Măng tây. Loài này được (Moret) Speta mô tả khoa học đầu tiên năm 1990.